# Samuel Butler (poeta)
Samuel Butler (Strensham, 3 de fevereiro de 1612 — Londres, 25 de setembro de 1680) foi um poeta britânico.
Dentre suas obras, características da literatura da restauração inglesa, destaca-se o longo poema satírico e burlesco sobre o puritanismo, Hudibras.